# 19 Pułk Piechoty (Księstwo Warszawskie)
19 Pułk Piechoty – oddział piechoty Armii Księstwa Warszawskiego.
Sformowany w 1812  na Żmudzi w Rosieniu.
Jego dowódcą od 13 lipca 1812 był pułkownik Konstanty Tyzenhaus,  majorem Pawłowski, a dowódcami batalionów – Radwan, Rymiński i Górski.
19 Pułk Piechoty wziął udział w obronie Modlina w 1813.
Po abdykacji Napoleona, car Aleksander I wyraził zgodę na odesłanie oddziałów polskich do kraju. Miały one stanowić bazę do tworzenia Wojska Polskiego pod dowództwem wielkiego księcia Konstantego. 13 czerwca 1814 roku pułkowi wyznaczono miejsce koncentracji w Płocku.
Pułk nie został jednak odtworzony, bowiem etat armii Królestwa Polskiego przewidywał tylko 12 pułków piechoty. Nowe pułki piechoty sformowano dopiero po wybuchu powstania listopadowego. Rozkaz dyktatora gen. Józefa Chłopickiego z 10 stycznia 1831 roku nakładał obowiązek ich organizowania na władze wojewódzkie. W województwie mazowieckim tworzony był  1 Pułk Województwa Mazowieckiego przemianowany później na 19 pułk piechoty liniowej.